# Смолке, Кристина
Кристина Смолке — американский биолог-синтетик, чьи основные исследования связаны с использованием дрожжей для производства опиоидов для медицинских целей. Она профессор биоинженерии и химической инженерии в Стэнфордском университете и редактор The metabolic pathway engineering handbook (2010). Смолке входит в консультативный совет Integrative Biology.

## Биологические исследования
Смолке и её группа в Стэнфордском университете начали работу по созданию синтетического фермента, который преобразует ретикулин, ключевой элемент опиоидов. В ходе этого процесса к дрожжевым клеткам добавляются пять генов от двух разных организмов. Три из этих генов происходят от мака, а остальные — от бактерии, живущей на стеблях мака. Они произвели первый наркотик с помощью синтетической биологии.
Смолке также работала над раковыми клетками вместе с Маунг Ньян Вином, разрабатывая молекулы из РНК, которые могут идентифицировать биомаркеры клеточного состояния больных клеток. Такие молекулы могут действовать как вычислительные устройства внутри клетки, определяя состояния и определяя, следует ли выполнять определённое действие. У них есть потенциал для использования в «умных» системах доставки лекарств, чтобы гарантировать, что лечение не повлияет на здоровые клетки. Потенциальные возможности применения изучаются в City of Hope Cancer Center.

## Награды
- Премия SynBioBeta за «Самый многообещающий новый стартап в области синтетической биологии», 1-я ежегодная премия в области инженерной биологии (2015)[13]
- Награда директора Национальных институтов здравоохранения за передовые исследования (2012)[14][15]
- Премия World Technology Award в области биотехнологии от World Technology Network (2009)[16]
- Стипендиат Фонда Альфреда П. Слоуна, Фонд Альфреда П. Слоуна (2008)[17]
- Премия Национального научного фонда CAREER, Национальный научный фонд (2006)
- Премия Бекмана для молодых исследователей, Фонд Арнольда и Мейбл Бекман (2005)[18][4]
- 35 новаторов до 35 лет, MIT Technology Review (2004)[19]

## Избранные публикации
- Metabolic Pathway Engineering Handbook (2 volumes), CRC Press. 2009. ISBN 978-0849339233
- Stephanie Galanie1, Kate Thodey2, Isis J. Trenchard2, Maria Filsinger Interrante2, Christina D. Smolke2. Complete biosynthesis of opioids in yeast. Science 4 September 2015: Vol. 349 no. 6252 pp. 1095–1100 DOI: 10.1126/science.aac9373
- Win, Maung Nyan; Smolke, Christina D. (2008). Higher-order cellular information processing with synthetic RNA devices. Science. 322 (5900): 456–460. Bibcode:2008Sci...322..456W. doi:10.1126/science.1160311. PMC 2805114. PMID 18927397.
- Pfleger, Brian F.; et al. (2006). Combinatorial engineering of intergenic regions in operons tunes expression of multiple genes. Nature Biotechnology. 24 (8): 1027–1032. doi:10.1038/nbt1226. PMID 16845378. S2CID 35290951.
- Bayer, Travis S.; Smolke, Christina D. (2005). Programmable ligand-controlled riboregulators of eukaryotic gene expression. Nature Biotechnology. 23 (3): 337–343. doi:10.1038/nbt1069. PMID 15723047. S2CID 8655034.
- Win, Maung Nyan; Smolke, Christina D. (2007). A modular and extensible RNA-based gene-regulatory platform for engineering cellular function. Proceedings of the National Academy of Sciences. 104 (36): 14283–14288. doi:10.1073/pnas.0703961104. PMC 1964840. PMID 17709748.